# 诸葛蓉
诸葛蓉（?—?），浙江兰溪人，是一名清朝政治人物。舉人出身。
诸葛蓉曾于1804年接替张昌运任南汇县知县一职，同年由张昌运接任。嘉慶二十年，接替何星文。擔任江蘇荆溪縣知縣署。后由果升阿接任。